# Виллафранка-ди-Верона
Виллафранка-ди-Верона (итал. Villafranca di Verona) — коммуна в Италии, располагается в провинции Верона области Венето.
Население составляет 28 504 человека, плотность населения составляет 500 чел./км². Занимает площадь 57,43 км². Почтовый индекс — 37069. Телефонный код — 045.
Покровителем коммуны почитается святой апостол Пётр. Праздник ежегодно празднуется 29 июня.
На территории коммуны находится Международный аэропорт Валерио Катулло (см. Верона (аэропорт)). 